# Panurgus canarius
Panurgus canarius är en biart som beskrevs av Warncke 1972. Panurgus canarius ingår i släktet fibblebin, och familjen grävbin. Inga underarter finns listade i Catalogue of Life.